# Brachyphaea castanea
Brachyphaea castanea är en spindelart som beskrevs av Simon 1896. Brachyphaea castanea ingår i släktet Brachyphaea och familjen flinkspindlar. Inga underarter finns listade.